# Eloy Palacios
José Eloy Palacios (Maturín, Venezuela; 27 de junio de 1847-Camagüey, Cuba; 12 de diciembre de 1919), fue un escultor y pintor venezolano. Contrajo matrimonio en 1874 con Hercilia Torres Rojas, con quien tuvo siete hijos.

## Biografía
Eloy Palacios nació en Maturín el 27 de junio de 1847 en el seno de una de las más acaudaladas familias orientales. Hijo del comerciante Félix Palacios y Margarita Cabello. 

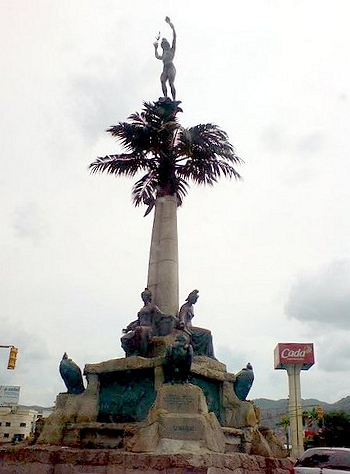
Monumento a Carabobo, 1906. También conocido como la India de del Paraíso.

A los diez años fue enviado por su familia a Múnich, Alemania, para concluir la primaria y estudiar idiomas. A los quince ingresó en la Academia de Bellas Artes de esa ciudad, donde obtuvo diploma en escultura y fundición.
Regresó a Caracas en 1873 con la intención de hallar nuevas oportunidades profesionales, logrando convertirse en el escultor oficial del Guzmancismo. En noviembre de ese mismo año el gobierno le encarga regentar la cátedra de escultura de la Universidad Central de Venezuela. Al mismo tiempo realizó diversos encargos oficiales durante el Septenio, para el gobierno del General Antonio Guzmán Blanco, como el busto del mandatario que servirá de modelo al escultor franco-norteamericano Joseph A. Bailly para realizar una escultura pedestre y otra ecuestre de Guzmán Blanco en Filadelfia; y las decoraciones monumentales del Palacio Legislativo, que se construía en Caracas. En 1875 tras un malentendido con Guzmán Blanco, pierde todas sus comisiones incluyendo la dirección de la cátedra de escultura, que pasa a manos del escultor Manuel Antonio González. En 1882 se halla en Trinidad, luego viaja a Costa Rica y otra vez Alemania en donde estableció  su taller de escultura y fundición en Múnich. 
Eloy Palacios regresa a Venezuela brevemente en 1890 y en 1898. En 1904 se le encarga la fundición de la estatua ecuestre del general José Antonio Páez, modelada por el escultor Andrés Pérez Mujica, que fue instalada en la Plaza Páez, en Caracas.
En 1905 el gobierno de Cipriano Castro le encarga el Monumento a la Batalla de Carabobo para conmemorar el primer centenario de la independencia de Venezuela. La obra fue inaugurada por Juan Vicente Gómez en 1911 en Caracas, pero no en el campo de Carabobo como inicialmente se había proyectado. Se le conoce popularmente como La India del Paraíso, por estar ubicada en la entrada de la Parroquia El Paraíso. El artista empleó figuras alegóricas como un desnudo femenino que representa a la joven república independiente, ubicado sobre una palmera, y tres figuras femeninas en la base que representan a Venezuela, Ecuador y Colombia tomándose de las manos. La pieza fue elaborada en bronce, rocas naturales, granito gris y verde.
En 1912 viaja a Nueva York, en donde cumple con distintos encargos, entre ellos el busto de W.Y. Gaynor, alcalde de la ciudad. En 1915 viaja a La Habana para realizar los retratos de la familia presidencial de Mario G. Menocal. Murió el 12 de diciembre de 1919 en Camagüey (Cuba). Sus restos fueron repatriados en 1939.
La Escuela Técnica de Artes Plásticas de Maturín, fundada en 1955, lleva su nombre. 

## Colecciones
- Catedral de Nuestra Señora del Carmen, Maturín

- Palacio de las Academias, Caracas

- Cementerio de San José, San José, Costa Rica

- Cementerio General del Sur, Caracas

- Hospital José María Vargas, Caracas

## Monumentos públicos
- Busto de Antonio Guzmán Blanco, 1874 (pieza desaparecida).
- Estatua de José María Vargas, 1890, en el Hospital José María Vargas, Caracas.
- Monumento a Julieta Blanco, 1890. Cementerio General del Sur, Caracas.
- Dolorosa, 1890, Catedral de Nuestra Señora del Carmen, Maturín.
- Monumento a José Félix Ribas, 1892, en La Victoria.
- Estatua de Simón Bolívar, 1894. Cartagena de Indias, Colombia.
- Busto de Arístides Rojas, 1896, Palacio de las Academias, Caracas.
- Estatua de Simón Bolívar, 1904, en la Plaza Bolívar de Maracaibo. Esta estatua es réplica de la realizada en 1894 para la ciudad de Cartagena de Indias (Colombia).
- Monumento a Carabobo o La india del Paraíso, 1906, Caracas.
- Escultura en el mausoleo de Doña Luisa Otoya, conocida como la "La Tumba de la Novia" San José de Costa Rica 1898